# 富里スイカロードレース大会
富里スイカロードレース大会（とみさとスイカロードレースたいかい）は、毎年6月下旬の日曜日に千葉県富里市で開催される市民マラソン大会である。
コース終盤のエイドステーションに富里市名産のスイカが置かれる「給スイカ所」が名物で、ゴール後もスイカが食べ放題というユニークな大会である。
昨今は芸能人の参加など多くのメディアで取り上げられ認知度が上がり、最長10kmのレースとしては国内最大規模の計12,000人の募集定員が受付開始数日で埋まるほど人気のある大会である。

## 歴史
- 2007年　第24回大会。過去最多の15,702人が参加。[2]
- 2008年　第25回大会。この年よりエントリーに定員(全部門で計12,000人)が設けられ、受付が先着順となる。
- 2012年　第29回大会。この年より定員(全部門で計13,000人)を越えた場合は抽選になる。

## 概要
- 6月下旬という気温の高い時期に行われる大会のため、給スイカ所の他にも多数の給水所が設置される。
- 高校生以上が参加できる5kmの部・10kmの部、小学4年生～中学生が参加できる3kmの部がある。10kmの部は参加者が多いため39歳以下と40歳以上でスタート時刻を分けている。
- 当日は京成成田駅からのシャトルバス（有料）に加え、首都圏各地からのツアーバスも運行される。
  - 鉄道駅のない富里市に1万人以上が訪れるため、富里インターチェンジや会場（富里中学校）周辺が渋滞となる。[3]